# Yaakov Amidror

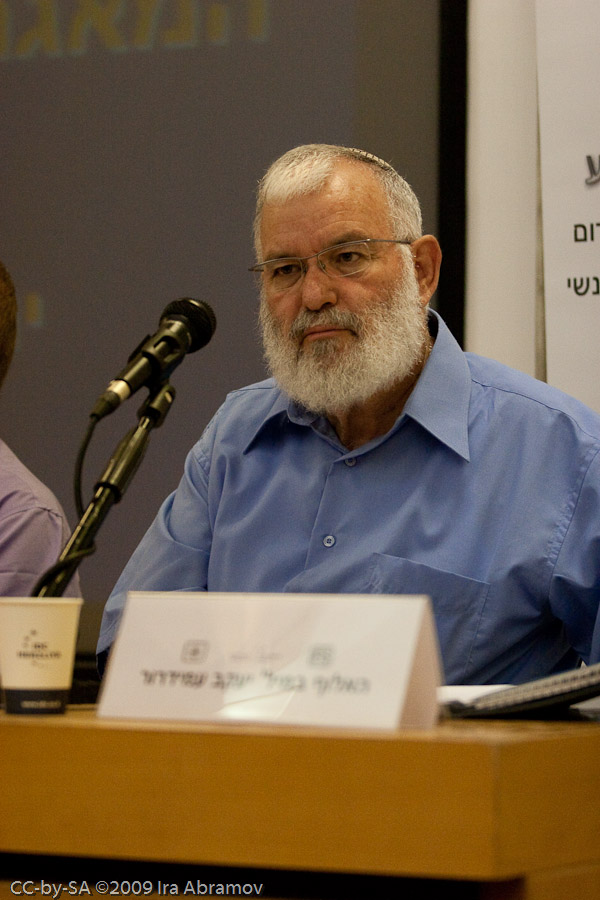
Yaakov Amidror 2009

Yaakov Amidror (hebräisch יעקב עמידרור‎; * 15. Mai 1948) ist ein israelischer Generalmajor der Reserve und Publizist.

## Leben
Als 19-Jähriger trat Amidror in die Israelische Armee ein, in der er in verschiedenen Bereichen Karriere machte. Unter anderem diente er als Sekretär des Verteidigungsministers. Zuletzt war er Leiter der analytischen Abteilung des Militärgeheimdienstes.
Amidror ist Direktor der Zim Integrated Shipping Services, Vizepräsident des Lander Institut in Jerusalem und Forschungsbeauftragter am Institute for Middle East Research in Washington.
Im März 2011 wurde Amidror von Benjamin Netanjahu als Vorsitzender des Nationalen Sicherheitsrats eingesetzt. Er löste Uzi Arad ab.